# Xanthobasis pollinosa
Xanthobasis pollinosa är en tvåvingeart som beskrevs av Aldrich 1934. Xanthobasis pollinosa ingår i släktet Xanthobasis och familjen parasitflugor. Inga underarter finns listade i Catalogue of Life.